# MYLPF
MYLPF (англ. Myosin light chain, phosphorylatable, fast skeletal muscle) – білок, який кодується однойменним геном, розташованим у людей на короткому плечі 16-ї хромосоми. Довжина поліпептидного ланцюга білка становить 169 амінокислот, а молекулярна маса — 19 015.
| 10         |  | 20         |  | 30         |  | 40         |  | 50         |
| ---------- |  | ---------- |  | ---------- |  | ---------- |  | ---------- |
| MAPKRAKRRT |  | VEGGSSSVFS |  | MFDQTQIQEF |  | KEAFTVIDQN |  | RDGIIDKEDL |
| RDTFAAMGRL |  | NVKNEELDAM |  | MKEASGPINF |  | TVFLTMFGEK |  | LKGADPEDVI |
| TGAFKVLDPE |  | GKGTIKKKFL |  | EELLTTQCDR |  | FSQEEIKNMW |  | AAFPPDVGGN |
| VDYKNICYVI |  | THGDAKDQE  |  |            |  |            |  |            |

A: Аланін

C: Цистеїн

D: Аспарагінова кислота

E: Глутамінова кислота

F: Фенілаланін

G: Гліцин

H: Гістидин

I: Ізолейцин

K: Лізин

L: Лейцин

M: Метіонін

N: Аспарагін

P: Пролін

Q: Глутамін

R: Аргінін

S: Серин

T: Треонін

V: Валін

W: Триптофан

Кодований геном білок за функціями належить до білкових моторів, міозинів, м'язових білків, фосфопротеїнів. 
Білок має сайт для зв'язування з іонами металів, іоном кальцію. 